# Soloi

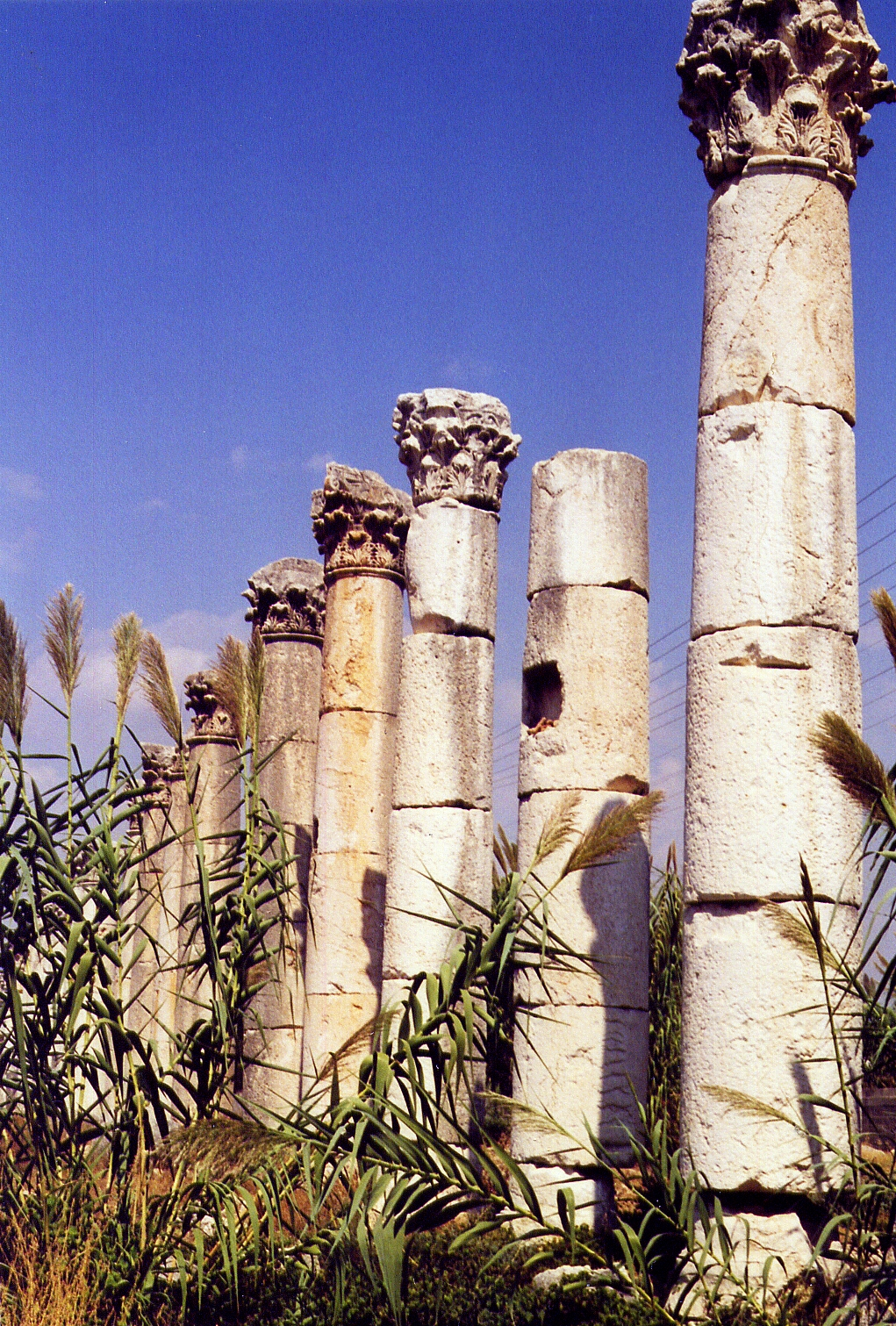
Kolonner i Soloi.

Soloi (grekiska Σόλοι) var en forngrekisk stad på kusten av Kilikien i Mindre Asien, strax väster om det nutida Mersin. Staden var en koloni från Rhodos, och förstördes senare av den armeniske kung Tigranes, men återställdes av Pompejus under namnet Pompeiopolis.
Soloi var skalden Aratos och den stoiske filosofen Krysippos födelsestad, men är huvudsakligen bekant för sina invånares dialekt, som starkt avvek från det grekiska högspråket och var uppblandad med "barbariska" språkelement. Härifrån har termen solecism uppstått.